# گریت وال موتورز
گریت وال موتورز (به چینی: 长城汽车) شرکت خودروسازی چینی است، که در زمینه تولید خودروی بیابانگرد، وانت، مینی‌بوس، مینی‌ون و اس‌یووی فعالیت می‌کند. شرکت گریت وال موتورز در سال ۱۹۸۴ راه‌اندازی شد و در سال ۲۰۱۲ شمار ۶۷۵،۰۰۰ دستگاه خودرو تولید نمود، که رتبه هفتم از بزرگترین خودروسازان چین را به خود اختصاص داد.
گرچه بیشتر خودروهای تولیدی این شرکت، بحث‌برانگیز می‌باشند و به‌گونه‌ای به‌کارگیری طراحی و پلتفرم دیگر خودروسازان بوده، که تاکنون ۳ طرح دعوی جداگانه از سوی شرکت‌های تویوتا؛ برای مدل تویوتا ۴رانر، فیات برای فیات پاندا و نیسان؛ برای نیسان نوت و نیسان فرانتیر مطرح شده‌است و در همه مراحل شکایات، گریت‌وال، به پرداخت جریمه محکوم شده‌است.
ستاد مرکزی این شرکت در شهر بائودینگ، چین قرار دارد و سهام آن در بازارهای بورس اوراق بهادار هنگ‌کنگ و بورس شانگهای معامله می‌شود.
این شرکت سه مدل وانت دییر، وینگل ۳ و وینگل ۵ و دو مدل خودرو SUV هاول M4 و هاوال اچ۶ را در ایران با مشارکت شرکت دیار خودرو در گلپایگان تولید می‌کند.